# Zlatá stezka
Zlatá stezka (německy Goldener Steig) je souhrnný název pro systém severo-jižních středověkých obchodních cest, které překračovaly šumavské hvozdy a spojovaly Čechy s Podunajím.
Stezka byla v průběhu staletí nazývána „pasovská“, „prachatická“, „česká“ či „solná“. Název Zlatá stezka se objevuje až počátkem 16. století, jako výraz mimořádné výnosnosti obchodu, který po ní probíhal.

## Historie Zlaté stezky

### První historické zmínky
Některé trasy Zlaté stezky byly pravděpodobně využívány již v pravěku. První písemné zprávy o této významné obchodní komunikaci pocházejí z 11. století. Římský král Jindřich II. listinou ze dne 19. dubna 1010 daroval ženskému klášteru Niedernburg v Pasově poplatky z mýta na cestě do Čech. (Originál dokumentu se nachází v Bavorském hlavním státním archivu v Mnichově.)
V roce 1088 přenechal český král Vratislav II. obdobné poplatky na cestě z Prachatic do Pasova pražské vyšehradské kapitule. Obě obdarované církevní instituce spravovaly stezku v prvních stoletích její existence. Funkci Niedernburgu již od 12. století postupně přebíralo pasovské biskupství a na české straně vystřídala po husitských válkách vyšehradskou kapitulu světská moc, především nejvýznamnější jihočeský rod Rožmberků.

### Vrcholné období
Zlatá stezka je příkladem komunikace, která přinášela život celým rozsáhlým oblastem sousedících středověkých států: Pasovskému biskupství a Českému království. Proudilo po ní nejen zboží, ale také myšlenky, kultura a kolonisté, kteří osídlili nehostinný pohraniční hvozd. Vznikla na ní řada vesnic a měst, z nichž zvláště Prachatice, Volary, Waldkirchen nebo Pasov jsou příkladem toho, jak významná cesta může ovlivnit osud lidského sídliště.

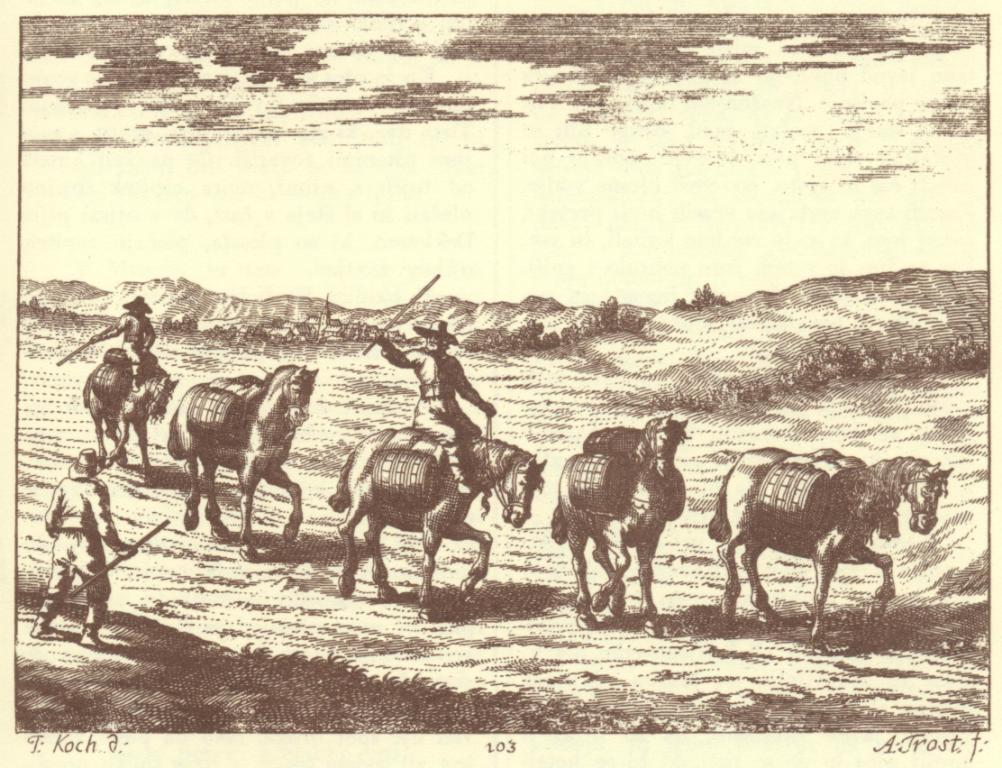
Zboží po Zlaté stezce dopravovali soumaři

Ve vrcholné době středověkých obchodních cest, ve 14. až 16. století patřila Zlatá stezka k nejvýznamnějším středověkým spojnicím. Husitské války provoz na stezce na čas přerušily, ale v 16. století, kdy českou část spravovali Rožmberkové, nastal její nový rozkvět. Prachaticemi tehdy procházelo až 1200 soumarských koní týdně a přivezlo se tam více než 3 miliony litrů soli ročně. Provoz na stezce byl tak čilý, že se musely vydávat zvláštní soumarské řády, které jej měly regulovat a řídit.

### Úpadek obchodu
Úpadek obchodu na Zlaté stezce způsobila třicetiletá válka (1618–48), která způsobila v Evropě i v českých zemích hluboký rozvrat. Stezka se kvůli loupeživým bandám stala nebezpečnou a zpustla tak, že byla těžko průchodná i pro pěší. V 17. století navíc vznikla Pasovu konkurence v obchodu se solí. Do Čech se po jiných trasách začala dovážet bavorská a rakouská sůl. Roku 1706 Habsburkové patentem císaře Josefa I. zakázali dovoz jiné než rakouské soli. Prosadili tak monopol na svou sůl, dováženou z Lince do Českých Budějovic a dále do Prahy. Provoz na Zlaté stezce počátkem 18. století zcela zanikl.

## Trasy Zlaté stezky
Systém cest spojujcích české vnitrozemí s obchodem na Dunaji se v průběhu staletí vyvíjel. Nejstarší doložená cesta vedla z dunajského přístavu Pasova do Starých Prachatic. Systém se měnil a rozšiřoval a od 14. století tvořily tuto obchodní cestu tři hlavní větve, jejichž společným východištěm byl Pasov.

### Prachatická Zlatá stezka
Dolní (neboli Prachatická) Zlatá stezka je nejstarší trasa. Cesta vedla ze Starých Prachatic asi 70 km (přímou čarou) jihozápadním směrem do Pasova na Dunaji. Stezka z Prachatic na česko–německou hranici byla v novověku důkladně zmapována a archeologicky prozkoumána. Její trasu dnes vyznačuje žlutá turistická značka, osazená 12 informačními tabulemi. Začíná v Prachaticích – u bývalé Horní brány. Po 33 km překračuje hranice a pokračuje dál do Německa. Opevněné místo Waldkirchen na německé straně bylo v jednodenní vzdálenosti od Pasova. Dopravci zde museli přenocovat, aby jim mohlo být stanoveno množství převážené soli.
Trasa Prachatické Zlaté stezky
Pasov – Ilzstadt – Grubweg – Salzweg – Leoprechting – Grossthannensteig – Salzgattern – Deching – Waldkirchen – Schiefweg – Böhmzwiesel – Fürholz (mýto niederburského kláštera) – Grainet – Leopoldsreut – Bischofsreut – Marchhäuser – České Žleby – Soumarský most – Volary – Cudrovice – hrad Hus – Albrechtovice – Perlovice – Prachatice
Trasou stezky prochází naučná stezka Zlatá stezka – Prachatická větev. Krátká část stezky procházející skrze Volary (polní a lesní cesty mezi hřbitovem a severním okrajem lesa) je chráněna jako kulturní památka.

### Vimperská Zlatá stezka
I když je pravděpodobně mnohem starší, první historická zmínka o střední (Vimperské) Zlaté stezce pochází z roku 1312. Na ochranu této větve Zlaté stezky byly zřízeny tři hrady. Hrad Vimperk, založený v polovině 13. století, hrad Kunžvart a na německé straně hrad Wolfstein, u kterého později vzniklo město Freyung.
Obchod na vimperské stezce byl konkurencí pro Prachatice. V 16. století tvořil vimperský solný obchod asi 2/5 obchodu prachatického.
Vimperskou Zlatou stezku využila císařská silnice, která vznikla na základě silničního patentu Marie Terezie z roku 1756. Tato trasa se s malými změnami používá dodnes jako hlavní spojení Bavorska se středními Čechami (silnice I/4).
Trasa Vimperské Zlaté stezky
Pasov – Strasskirchen – Röhrnbach – Freyung – Strážný – Horní Vltavice – Solná Lhota (Salzweg) – Vimperk
Trasou prochází naučná stezka Zlatá stezka – Vimperská větev.

### Kašperskohorská Zlatá stezka
Horní (Kašperskohorská) Zlatá stezka je nejmladší trasou Zlaté stezky. Vedla z Kašperských hor přes Horskou Kvildu, Kvildu, na Freyung a dále do Pasova. Ve 14. století byla vytyčena nová trasa (tzv. Zlatá cesta), která se oddělovala v Horské Kvildě a postupovala západněji přes Grafenau a také do Pasova. Ve stopě Kašperskohorské Zlaté stezky (místy souběžně) vede dnes přes Horskou Kvildu zelená turistická značka, která umožňuje nahlédnout, o jaké dílo se jednalo.

### Zlatá cesta
Tato "Zlatá cesta" byla vybudována z příkazu krále Karla IV. v roce 1356 jako část zamýšlené dálkové obchodní cesty z Čech přes Salcburk až do Benátek. Měla šířku 2,5 m, byla dlážděná a umožňovala formanskou dopravu na kupeckých nákladních vozech. Za vytyčení nové silnice byl královský úředník Heinzlin von Bader odměněn pozemkem u osady Červená pod Malou Losenicí. Pro ochranu obchodní cesty, zlatých dolů a zemské hranice byl Karlem IV. v tom samém roce (1356) založen hrad Kašperk. Podobně byl při obchodní cestě založen klášter St. Oswald a město Grafenau s jeho velkoryse pojatým náměstím.
Tato Karlem IV. velkoryse založená „dálnice středověku“ bývá někdy též nazývána Zlatá cesta (německy Goldene Straße), i když možná vhodnější překlad by byl Zlatá silnice. Neboť název Zlatá cesta je častěji používán pro spojnici Praha – Norimberk, významnou mezinárodní cestu rovněž vybudovanou Karlem IV.
Od sklonku 16. století využívali šumavské „Zlaté cesty“ bavorští vévodové k přepravě své soli do Čech a konkurovali tím Pasovu a Zlaté stezce. Toto soupeření ukončila v roce 1608 smlouva, podle které Bavorsko dále prodávalo svou sůl Pasovu a ten ji dopravoval po Zlaté stezce do Čech. Význam šumavské Zlaté cesty tím silně poklesl a po třicetileté válce (1618–1648) zcela zpustla.
Trasa Zlaté cesty
Pasov – Tittling – Grafenau – St. Oswald – Waldhäuser – Modrý sloup pod Luzným – Filipova Huť – Horská Kvilda – Kozí Hřbety – Kašperské Hory

### Stavební rozvoj podél tras Zlaté stezky
K ochraně cest Zlaté stezky byly postaveny hrady a hrádky Stožec, Kunžvart, Hus, Vimperk, Osule u Vitějovic a Kašperk na české a Kalkenstein a Wolfstein na pasovské straně. Z řady osad a měst, vzniklých na všech větvích stezky, si brzy vybudovaly rozhodující význam na české straně Staré Prachatice, vystřídané na počátku 14. století nově založeným městem v široké kotlině pod Libínem, a na německé straně staré biskupské město Pasov. Zvláště Prachatice byly se Zlatou stezkou spjaty doslova bytostně a díky ní se postupně domohly postavení jednoho z nejvýznamnějších českých měst. Vděčí jí také za dodnes dochovanou velkolepou renesanční výstavbu, která je produktem vrcholné doby existence této obchodní komunikace.

## Přepravované zboží
Hlavním obchodním artiklem na Zlaté stezce byla nesporně sůl z rakouských solných dolů. České země jí měly nedostatek, a jelikož středověk potřeboval velké množství soli (byl to jediný konzervační prostředek na potraviny), bylo nutné ji dovážet. Ze solných ložisek ve východoalpské oblasti v Reichenhallu, Halleinu nebo Hallstattu se sůl přepravovala po řekách do Pasova a odtud na hřbetech soumarských koní po Zlaté stezce přes Šumavu do Čech. Kromě soli se z Pasova do Čech vozily drahé látky, jižní plody, koření a víno a opačným směrem hlavně obilí a dále chmel, med, vlna, kůže, pivo a další potravinářské produkty.

## Soumaři
Skutečnými nositeli obchodu na Zlaté stezce byli soumaři (německy Säumer), většinou sedláci, kteří za odměnu přepravovali zboží na hřbetech koní buď ve vlastní režii nebo ve službách velkoobchodníků. Z bezpečnostních důvodů se tito soumaři sdružovali do karavan a občas používali i ozbrojeného doprovodu. Karavany chodily po celý rok, ale nejvíce po žních a hlavně po podzimních pracích; cesty byly totiž v bažinatých úsecích zamrzlé a byl dostatek obilí, hlavního zpětného nákladu do Pasova. Po denním pochodu asi 25 – 30 kilometrů museli soumaři nocovat a právě v těchto vzdálenostech vznikla na trase Pasov – Prachatice největší soumarská sídliště Waldkirchen a Volary.

## Archeologický výzkum
O Zlatou stezku se již od počátku 19. století zajímají vědci, spisovatelé i široká veřejnost a v současné době probíhá rozsáhlý historicko-archeologický výzkum, který má rekonstruovat průběh této středověké komunikace v terénu.Řada vědeckých konferencí, výstav, článků i upomínkových a turistických akcí svědčí v poslední době o tom, že se Zlatá stezka probouzí k novému životu a že by mohla opět začít plnit svou dávnou úlohu spojnice mezi zeměmi a národy na obou stranách Šumavy.

### Muzea
- Prachatické muzeum, Velké náměstí 13
- Městské muzeum Volary, Česká 71

## Projekt INTERREG
V rámci projektu INTERREG vznikla síť vyznačených turistických tras s názvem Zlatá stezka, která má v ČR délku 631 km a která navazuje na síť vyznačených turistických tras s názvem  Gold Steig ve východním Bavorsku. Obě sítě turistických tras o celkové délce okolo 2.000 km jsou propojeny třinácti přeshraničními cestami.